# David Hauss
David Hauss (París, 1 de febrero de 1984) es un deportista francés que compite en triatlón. Está casado con la triatleta suiza Melanie Annaheim.
Ganó una medalla de plata en el Campeonato Mundial de Triatlón por Relevos Mixtos de 2010, tres medallas en el Campeonato Europeo de Triatlón, en los años 2010 y 2015, y una medalla de plata en el Campeonato Africano de Triatlón de 2007. Además, obtuvo una medalla de bronce en el Campeonato Mundial de Triatlón de Velocidad de 2010.

## Palmarés internacional
| Campeonato Mundial por Relevos Mixtos | Campeonato Mundial por Relevos Mixtos | Campeonato Mundial por Relevos Mixtos | Campeonato Mundial por Relevos Mixtos |
| Año                                   | Lugar                                 | Medalla                               | Prueba                                |
| ------------------------------------- | ------------------------------------- | ------------------------------------- | ------------------------------------- |
| 2010                                  | Lausana (Suiza)                       | Medalla de plata                      | Relevo mixto                          |
| Campeonato Europeo                    |                                       |                                       |                                       |
| Año                                   | Lugar                                 | Medalla                               | Prueba                                |
| 2010                                  | Athlone (Irlanda)                     | Medalla de bronce                     | Individual                            |
| 2015                                  | Ginebra (Suiza)                       | Medalla de oro                        | Individual                            |
| 2015                                  | Ginebra (Suiza)                       | Medalla de oro                        | Relevo mixto                          |
| Campeonato Africano                   |                                       |                                       |                                       |
| Año                                   | Lugar                                 | Medalla                               | Prueba                                |
| 2007                                  | Le Coco Beach (Mauricio)              | Medalla de plata                      | Individual                            |

| Campeonato Mundial | Campeonato Mundial | Campeonato Mundial | Campeonato Mundial |
| Año                | Lugar              | Medalla            | Prueba             |
| ------------------ | ------------------ | ------------------ | ------------------ |
| 2010               | Lausana (Suiza)    | Medalla de bronce  | Individual         |